# Aripă

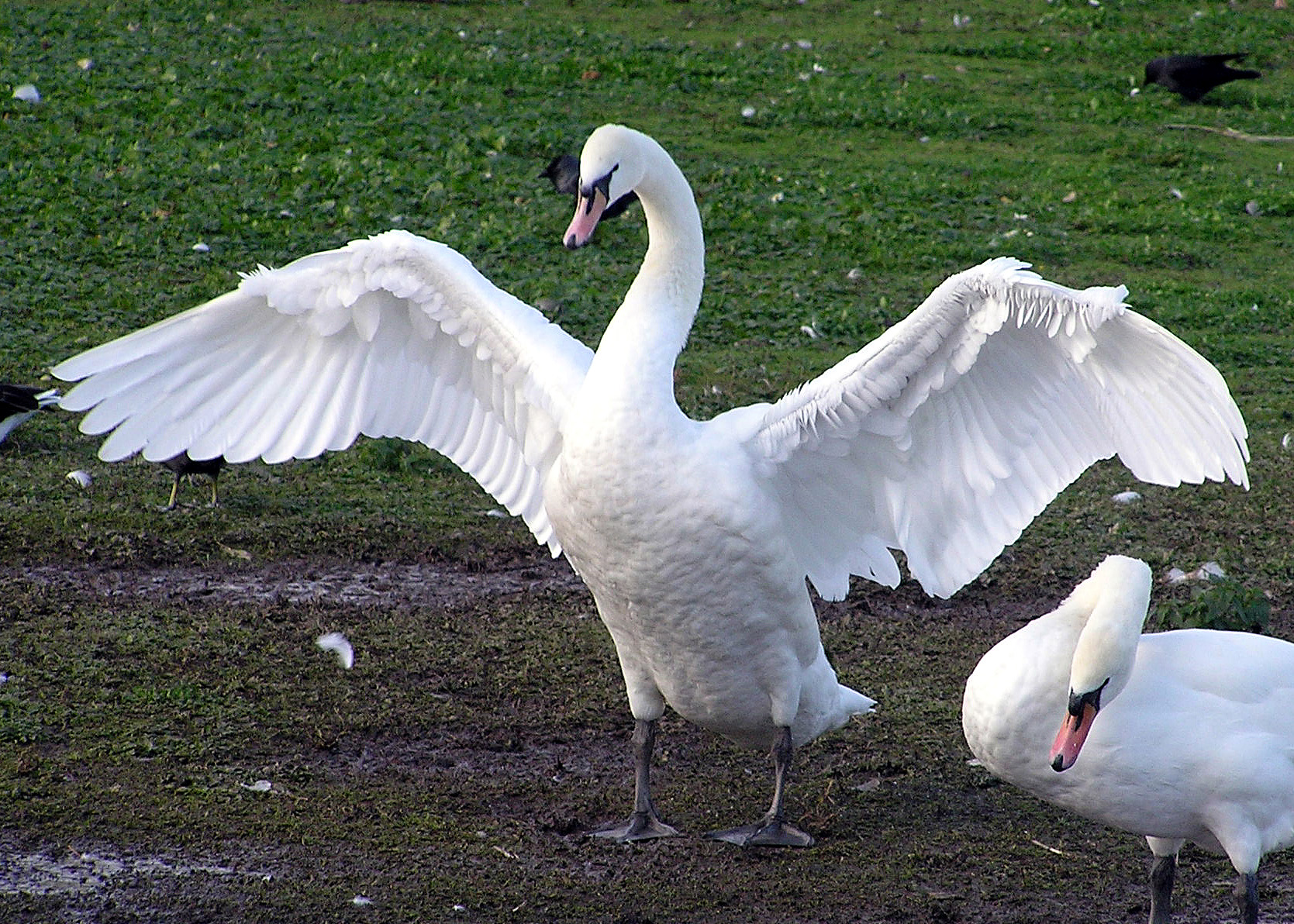
Lebăda de vară (Cygnus olor) cu aripile desfăcute

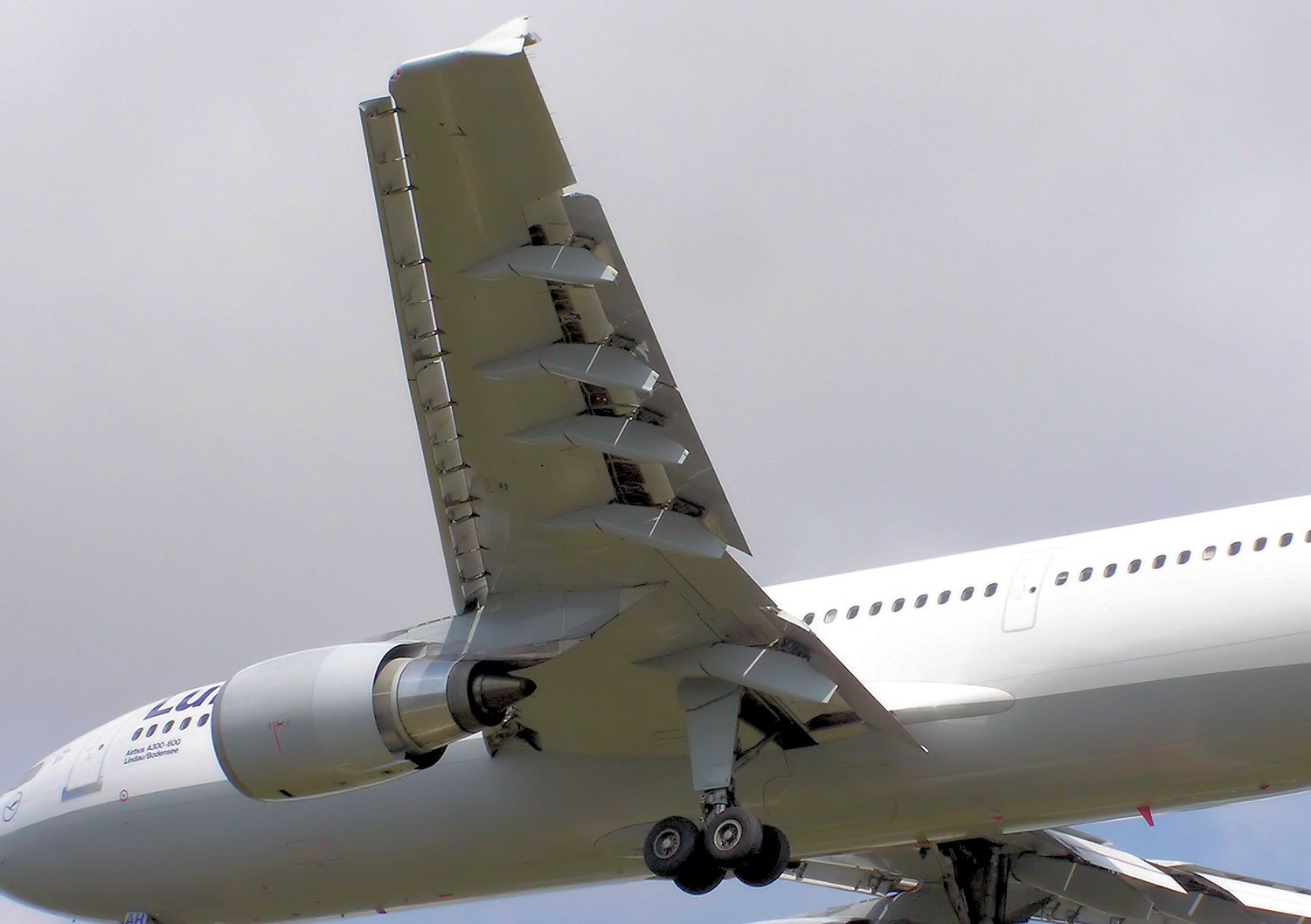
Aripa unui Airbus A300

Aripa este un organ al păsărilor, al unor insecte și al unor mamifere (lilieci), care servește la zbor, la pești aripa servește la înot și este numită înotătoare, la plante aripa este o membrană pe unele fructe și semințe care servește la răspândirea lor cu ajutorul vântului. Prin analogie în tehnică aripile sunt părți ale unor aparate (de ex. la avioane) care au forma, funcția sau poziția aripilor păsărilor. În construcții aripa este o prelungire laterală a unei clădiri. În sport aripa sunt jucătorii plasați în marginea terenului de joc. În vocabularul militar aripa este flancul unei armate terestre sau navale dispuse în vederea unei lupte sau aflate în marș. În politică aripa este o fracțiune cu o anumită orientare politică al unui partid.